# Richard Nixon
Richard Milhous Nixon, ameriški politik, * 9. januar 1913, Yorba Linda, Kalifornija, ZDA, † 22. april 1994, New York, ZDA.
Bil je 37. predsednik Združenih držav Amerike, služboval je od leta 1969 do 1974. Bil je član republikanske stranke, ki je pred tem služil kot predstavnik in senator iz Kalifornije in je bil 36. podpredsednik od leta 1953 do 1961. Njegovih pet let predsedništva v Beli hiši je predstavilo konec vpletenosti ZDA v vietnamsko vojno, razpoloženje s Sovjetsko zvezo in Ljudsko republiko Kitajsko, prve pristanke na Luni s posadko in ustanovitev Agencije za varstvo okolja. Nixonov drugi predsedniški mandat se je končal predčasno, ko je postal edini ameriški predsednik, ki je odstopil s položaja po škandalu Watergate.
Nixon se je rodil v revni družini kvekerjev v majhnem mestu v južni Kaliforniji. Diplomiral je na Duke Law School leta 1937, opravljal pravo v Kaliforniji, nato pa se je z ženo Pat leta 1942 preselil v Washington, da bi delal za zvezno vlado. Po aktivnem delu v mornariški rezervi med drugo svetovno vojno je bil leta 1946 izvoljen v predstavniški dom. Njegovo delo na zadevi Alger Hiss mu je utrdilo sloves vodilnega protikomunista, kar ga je povzdignilo na nacionalni ugled in leta 1950 je bil izvoljen v ameriški kongres. Nixon je bil podpredsednik Dwighta D. Eisenhowerja, predsedniškega kandidata republikanske stranke na volitvah leta 1952, in je bil osem let ameriški podpredsednik. Leta 1960 se je potegoval za predsednika, vendar je tesno izgubil proti Johnu F. Kennedyju, nato pa je leta 1962 kandidiral za guvernerja Kalifornije, a mu tudi te volilne tekme in uspelo zmagati. Leta 1968 je še enkrat kandidiral za predsednika Amerike in bil izvoljen ter v tesnem boju premagal Huberta Humphreyja in Georgea Wallacea. 
Kot predsednik je Nixon leta 1973 uradno končal ameriško vpletenost v boj proti Vietnamu in s tem tudi vojaški vpoklic istega leta. Njegov obisk na Kitajskem leta 1972 je na koncu pripeljal do diplomatskih odnosov med državama, nato pa je sklenil tudi pogodbo o protibalističnih raketah s Sovjetsko zvezo. V skladu z njegovimi konservativnimi prepričanji je njegova administracija postopoma prenašala oblast z zvezne vlade na države. Nixonova notranja politika je povzročila, da je uvedel nadzor plač in cen za 90 dni, uveljavil desegregacijo južnih šol, ustanovil Agencijo za varstvo okolja in začel boj proti raku. Poleg tega se je njegova administracija zavzemala za zakon o nadzorovanih snoveh in začela vojno proti drogam. Predsedoval je Ameriki tudi v času pristanka Apolla 11 na Luni, kar je pomenilo konec vesoljskega tekmovanja. Leta 1972 je bil ponovno izvoljen za ameriškega predsednika z zgodovinskim volilnim preskokom, ko je premagal Georgea McGoverna.
V svojem drugem mandatu je Nixon ukazal zračni prevoz za obnovitev izraelskih izgub v vojni Jom Kipur, vojni, ki je povzročila naftno krizo v Ameriki. Do konca leta 1973 je sodelovanje Nixonove administracije v Watergateu zmanjšalo njegovo podporo v kongresu in v državi. 9. avgusta 1974 je Nixon, pred skoraj gotovo obtožbo in odstranitvijo s položaja, sam odstopil s položaja. Po njegovem odstopu ga je nadomestil podpredsednik Gerald Ford. V 20 letih življenja v penziji je Nixon napisal svoje spomine in devet drugih knjig ter se udeležil številnih tujih potovanj, s čimer je obnovil svojo podobo starejšega državnika in vodilnega strokovnjaka za zunanje zadeve. 18. aprila 1994 je doživel močno možgansko kap in umrl štiri dni pozneje v starosti 81 let. Raziskave zgodovinarjev in politologov so Nixona uvrstile med podpovprečnega predsednika. Njegove ocene so se izkazale za zapletene, saj so bili uspehi njegovega predsedovanja v nasprotju z okoliščinami njegovega odhoda s predsedniškega položaja. 